# Чилийский архипелаг
Чили́йский архипела́г (исп. Archipiélago de Patagonia — «архипелаг Патагония») — общее название нескольких групп островов, десятка более мелких и несколько тысяч островков и скал у юго-западных берегов Чили в Тихом океане. Островная цепь простирается меридионально.

## География
Острова материкового происхождения, представляют собой затопленные участки Береговых Анд, со следами ледниковой обработки. Практически все имеют горный рельеф, высотой до 1341 м (на о. Санта-Инес). Берега изрезаны фьордами.
В группе островов входят следующие архипелаги:
- Архипелаг Чилоэ (Chiloé Island)
- Архипелаг Гуаитекас (Guaitecas Archipelago)
- Архипелаг Чонос (Chonos Archipelago)
- Архипелаг Гуаянеко (Guayaneco Archipelago)
- Архипелаг Кампана (Campana Archipelago)
- Архипелаг Мадре-де-Диос (Archipiélago Madre de Dios)
- Архипелаг Королева Аделаида (Queen Adelaide Archipelago)

Наиболее крупные острова — Чилоэ, Веллингтон, Санта-Инес, Магдалена, Литтль Веллингтон, Кампана, Мадре-де-Диос. Главный город и порт, Анкуд, находится на острове Чилоэ.
Климат островов умеренный, океанический, очень влажный (осадков выпадает в среднем 3000 мм в год, что делает данный архипелаг одним из самых дождливых и влажных мест планеты). Часто поднимаются сильные ветры. Среднемесячные температуры колеблются от 3—7 С° до 9—14 °C.
Острова покрыты густыми смешанными лесами, на севере преимущественно вечнозелёными, на юге листопадными. В составе архипелага находится национальный парк Эрнан-до-Магальянес.